# كالم ورثي
كالم ورثي (ولد في 28 كانون الثاني / يناير 1991) وهو ممثل كندي وكاتب ومنتج عرف بقيامه بدور ديز على قناة ديزني في سلسلة أوستن وآلاي. وقد فاز مرتين بجائزة الفنان الشاب لفئة الممثل الشاب.

## الحياة المهنية
ولد ورثي في 28 كانون الثاني / يناير 1991 في فيكتوريا في كولومبيا البريطانية. قدّم أول أداء له على الشاشة في سن التاسعة، حيث كان ضيفاً في برنامج ليلي (إخراج بيل بولمان) على قناة فوكس. فاز بجائزتين للفنان الشاب في عام 2004 و 2010 ،  في حين رشّح للحصول على جائزة أفضل أداء في فيلم قصير – الممثل الشاب عندما ولدت جيسي في عام 2006. كما فاز بجائزة ليو لافضل أداء في فئة برامج أو مسلسلات الشباب أو الأطفال في عام 2010.

## أفلامه
| العام | العنوان                                     | دور                    | ملاحظات              |
| ----- | ------------------------------------------- | ---------------------- | -------------------- |
| 2004  | Scooby-Doo 2: Monsters Unleashed            | طفل على دراجة          |                      |
| 2005  | عندما جيسي ولد                              | داني فيريل             | فيلم قصير            |
| 2006  | الدكتور دوليتل 3                            | تايلر                  | مباشر-فيديو          |
| 2006  | سطح السفينة القاعات                         | صبي على الدراجة        | Uncredited           |
| 2007  | Last Mimzy, Theممزي الأخير                  | في سن المراهقة سايبورغ |                      |
| 2007  | ابتسامة                                     | تريفور                 | فيلم قصير            |
| 2008  | Mulligans                                   | فيليكس                 |                      |
| 2008  | عيد الحب                                    | كايل                   | فيلم قصير            |
| 2009  | ما ترتفع                                    | إنطلاق جوقة            |                      |
| 2010  | يقظة الأمة                                  | كريغ                   |                      |
| 2011  | Odds, TheThe Odds                           | Berry Lipke            |                      |
| 2011  | Big Year, TheThe Big Year                   | كولن الدبس             |                      |
| 2013  | Rapture-Palooza                             | لويس كلارك             |                      |
| 2014  | Mostly Ghostly: Have You Met My Ghoulfriend | كولين دويل             |                      |
| 2015  | كل ما تود                                   | دريك                   |                      |
| 2015  | بلاكبيرن                                    | ريان                   |                      |
| 2016  | رقيق                                        | غايات كيلان            | يوتيوب الفيلم الاحمر |
| 2017  | جسديا                                       | آدم ميركن              |                      |

## الجوائز والترشيحات
| العام | جائزة              | الفئة                                                                 | العمل                                          | نتيجة |
| ----- | ------------------ | --------------------------------------------------------------------- | ---------------------------------------------- | ----- |
| 2004  | جائزة الفنان الشاب | أفضل أداء في فيلم تلفزيوني، مسلسل قصير أو القيادة الخاصة للممثل الشاب | National Lampoon's Thanksgiving Family Reunion | فوز   |
| 2006  | جائزة الفنان الشاب | أفضل أداء في فيلم قصير – الممثل الشاب                                 | عندما جيسي ولد                                 | رُشِّح   |
| 2008  | جائزة الفنان الشاب | أفضل أداء في مسلسل تلفزيوني                                           | Psych                                          | رُشِّح   |
| 2010  | جائزة الفنان الشاب | أفضل أداء في مسلسل تلفزيوني (كوميدي أو دراما) – قيادة الممثل الشاب    | Stormworld                                     | فوز   |
| 2010  | جائزة الفنان الشاب | أفضل أداء في مسلسل تلفزيوني – ضيف من بطولة الممثل الشاب 14 و أكثر     | اشتعال                                         | رُشِّح   |
| 2010  | جائزة الفنان الشاب | الشاب المتميز في أداء مسلسل تلفزيوني                                  | Stormworld                                     | رُشِّح   |
| 2010  | جائزة ليو          | أفضل أداء في سلسلة Hو برنامج للشباب أو الأطفال                        | Stormworld                                     | فوز   |

## وصلات خارجية
- كالم ورثي على موقع IMDb (الإنجليزية)
- كالم ورثي على موقع روتن توميتوز (الإنجليزية)
- كالم ورثي على موقع ألو سيني (الفرنسية)
- كالم ورثي على موقع ميوزك برينز (الإنجليزية)
- كالم ورثي على موقع أول موفي (الإنجليزية)
- كالم ورثي على موقع ديسكوغز (الإنجليزية)
- كالم ورثي على موقع قاعدة بيانات الفيلم (الإنجليزية)
- كالم ورثي على موقع كينوبويسك (الروسية)